# Hutna Wieś
Hutna Wieś (sołectwo Włóki) – wieś w Polsce, położona w województwie kujawsko-pomorskim, w powiecie bydgoskim, w gminie Dobrcz.

## Podział administracyjny
W latach 1975–1998 miejscowość należała administracyjnie do województwa bydgoskiego.

## Demografia
Według danych Urzędu Gminy Dobrcz (31 grudnia 2023 r..) miejscowość liczyła 82 mieszkańców.